# Sclerolobium micropetalum
Sclerolobium micropetalum är en ärtväxtart som beskrevs av Adolpho Ducke. Sclerolobium micropetalum ingår i släktet Sclerolobium och familjen ärtväxter. Inga underarter finns listade i Catalogue of Life.